# Гронингенский протокол
Гронингенский протокол (англ.The Groningen Protocol) — текст, созданный в сентябре 2004 года Эдвардом Верхагеном, медицинским директором отделения педиатрии Университетского медицинского центра Гронингена (University Medical Center Groningen (UMCG)) в Гронингене, Нидерланды. В нем содержатся директивы с критериями, согласно которым врачи могут выполнять «активное прекращение жизни новорожденных» (детская эвтаназия), не опасаясь судебного преследования.

## Происхождение
Протокол был создан комитетом врачей Университетского медицинского центра Гронингена, в консультации с гронингенским окружным прокурором, и был ратифицирован Голландской Национальной ассоциацией педиатров (Dutch National Association of Pediatricians).
По мнению авторов протокола, Гронингенский протокол был разработан в целях содействия процессу принятия решений при рассмотрении вопроса об «активном прекращении жизни новорожденного» путем предоставлении информации, необходимой для оценки ситуации в правовой и медицинской сферах. В июле 2005 года Голландским обществом педиатрии протокол был объявлен обязательным.

## Протокол
Протокол, составленный после обширных консультаций между врачами, юристами, родителями и прокуратурой, предлагает процедуры и рекомендации для достижения правильного решения и результатов. Окончательное решение об «активной эвтаназии для младенцев» находится не в руках врачей, а в руках родителей, с согласия врачей и социальных работников. Критерии, среди прочего, включают «невыносимые страдания» и «ожидаемое качество жизни». Только родители могут начать процедуру. Сообщается, что эта процедура работает хорошо.
Для голландской государственной прокуратуры прекращение жизни ребенка (в возрасте до 1 года) является приемлемым, если должным образом выполнены 4 требования:
1. Наличие безнадежных и невыносимых страданий
2. Информированное согласие обоих родителей
3. Подтверждение диагноза, прогноза, и невыносимых страданий, по крайней мере одним независимым врачом
4. Выполнение процедуры в соответствии с принятыми медицинскими стандартами

Врачи, которые делают эвтаназию, должны сообщать о смерти местному медицинскому эксперту, который, в свою очередь, сообщает об этом как окружному прокурору, так и комитету по рассмотрению. Процедура отличается в этом отношении от закона о «чёрной букве», регулирующего добровольную эвтаназию. Согласно этому закону, медицинский эксперт отправляет отчет только в региональный комитет по обзору, который предупреждает окружного прокурора, только если он считает, что врач действовал ненадлежащим образом.

## Легальный статус
Голландские законы об эвтаназии требуют, чтобы люди сами просили об эвтаназии (добровольная эвтаназия), и это законно для людей от 12 лет и старше. В Нидерландах эвтаназия остается технически незаконной для пациентов в возрасте до 12 лет. Гронингенский протокол не предоставляет врачу неопровержимую правовую защиту. Прецедентное право до сих пор защищало врачей от судебного преследования до тех пор, пока они действуют в соответствии с протоколом, однако в этой области не существует закона о «черной букве».

## Исследование
В 2005 году было проведено обзорное исследование всех 22 зарегистрированных в период между 1997 и 2004 годами случаев. Все случаи касались новорожденных с расщеплением позвоночника и гидроцефалией. Во всех случаях по крайней мере были консультации с двумя врачами за пределами медицинской бригады. В 17 из 22 случаев была проведена консультация с междисциплинарной бригадой по поводу расщепления позвоночника. Все родители согласились на прекращение жизни; в 4 случаях они явно запросили его. Среднее время между представлением дела и решением о преследовании составляло 5,3 месяца. Ни одно из этих дел не привело к судебному преследованию.

## Восприятие
Протокол является спорным и подвергся нападению со стороны участника кампании по борьбе с эвтаназией — Уэсли Дж. Смита, старшего научного сотрудника Discovery Institute, который описал его лишь как попытку узаконить детоубийство.
Несколько исследований поставили под сомнение основу протокола и рекомендовали отказаться от него. Однако биоэтик Джейкоб М. Аппель из Нью-Йоркского университета сказал, что протокол является успешным и должен быть расширен. Хильде Линдеманн и Мариан Веркерк заявили, что эта политика должна оцениваться на фоне голландской культуры и медицины, но Эрик Кодиш подверг резкой критике протокол и его положения в статье, опубликованной в The Lancet. В заключение Кодиш призвал к сопротивлению протоколу путем гражданского неповиновения против «медицинского учреждения детоубийства».